# قاعدة بيانات الهندسة المدنية
أنشئت قاعدة بيانات الهندسة المدنية  في عام 1944، وتديرها الجمعية الأمريكية للمهندسين المدنيين. وهي قاعدة بيانات مجانية تحتوي على 270,000 مادة، لجميع منشورات الجمعية بما في ذلك الصحف، وإجراءات المؤتمرات، والكتب، والمعايير، والكتيبات، والمجلات، عن جميع تخصصات الهندسة المدنية. وتغطي قاعدة البيانات هذه المعلومات من عام 1872.